# PRADO
PRADO (acronimo di Public Register Of Authentic Identity And Travel Documents Online of the Council of the European Union, in italiano Registro pubblico online dei documenti di identità e di viaggio autentici) è una banca dati pubblica online dei documenti di identità e di viaggio dei cittadini dell'Unione europea.
È tenuto presso il Segretariato generale del Consiglio dell'Unione europea (SGC).

## Descrizione
Il PRADO è organizzato nella forma di un sito web multilingue per la diffusione al pubblico di informazioni relative agli elementi di sicurezza dei documenti di identità e di viaggio autentici.
Le informazioni contenutevi sono scelte e fornite dagli stati membri dell'Unione europea, dalla Svizzera, dall'Islanda e dalla Norvegia (paesi AELS).

## Lingue
Il registro è tenuto nelle lingue ufficiali dell'Unione europea. I documenti sono inseriti in lingua inglese e successivamente resi disponibili nelle altre lingue.